# Persone di cognome Rosa
| Questa pagina contiene informazioni ricavate automaticamente dalle voci biografiche con l'ausilio del template Bio e di un bot. L'aggiornamento è periodico e automatico e ricostruisce completamente la pagina. Se manca una persona in questa lista, sei pregato di non aggiungerla, ma accertati piuttosto che la sua voce biografica contenga il template Bio e che i dati anagrafici siano correttamente compilati. Se il template Bio manca, inseriscilo tu stesso o, in alternativa, metti l'avviso {{tmp\|Bio}} che ne segnala la mancanza. Se i dati riportati sono sbagliati, correggi direttamente la voce biografica; le modifiche saranno visibili in questa lista entro pochi giorni. Per chiarimenti vedi il progetto biografie. La lista contiene solo le 45 persone che sono citate nell'enciclopedia e per le quali è stato implementato correttamente il template Bio. Pagina aggiornata al 3 nov 2022. |

Questa è una lista di persone presenti nell'enciclopedia che hanno il cognome Rosa, suddivise per attività principale.

## Abati e badesse(2)
- Diego Gualtiero Rosa, abate e religioso italiano (Poncarale, n.1953)
- Maria Crocifissa Di Rosa, religiosa e santa (Brescia 1813 - Brescia 1855)

## Arcivescovi cattolici(2)
- Giovanni Battista Rosa, arcivescovo cattolico italiano (Sermide, n.1867 - Perugia, † 1942)
- Giuseppe Rosa, arcivescovo cattolico italiano (Rocca Bernarda, n.1635 - Barletta, † 1694)

## Artisti(1)
- Paolo Rosa, artista e regista italiano (Rimini, n.1949 - Corfù, † 2013)

## Attori(1)
- Jole Rosa, attrice e commediografa italiana (Lerici)

## Calciatori(10)
- Angelino Rosa, calciatore italiano (Venezia, n.1948 - Venezia, † 2009)
- Antonín Rosa, calciatore ceco (Ústí nad Labem, n.1986)
- Carlo Rosa, calciatore italiano (Thiene, n.1909 - Thiene, † 1973)
- Enzo Rosa, calciatore italiano (Balzola, n.1913 - Varazze, † 1994)
- Franco Rosa, ex calciatore e allenatore di calcio italiano (Garlasco, n.1932)
- Humberto Rosa, calciatore e allenatore di calcio argentino (Buenos Aires, n.1932 - Padova, † 2017)
- Massimiliano Rosa, ex calciatore italiano (Venezia, n.1970)
- Michele Rosa, calciatore italiano
- Miguel Alexandre Jesus Rosa, calciatore portoghese (Lisbona, n.1989)
- Oreste Rosa, calciatore italiano (Balzola, n.1894 - Balzola, † 1978)

## Cantautori(2)
- Mia Rose, cantautrice e youtuber britannica (Wimbledon, n.1988)
- Noel Rosa, cantautore brasiliano (Rio de Janeiro, n.1910 - Rio de Janeiro, † 1937)

## Ciclisti su strada(1)
- Diego Rosa, ciclista su strada e mountain biker italiano (Alba, n.1989)

## Doppiatori(1)
- Luigi Rosa, doppiatore, dialoghista e direttore del doppiaggio italiano (Torino, n.1966)

## Fumettisti(1)
- Don Rosa, fumettista e illustratore statunitense (Louisville, n.1951)

## Gesuiti(1)
- Enrico Rosa, gesuita, scrittore e giornalista italiano (Selve Marcone, n.1870 - Roma, † 1938)

## Giocatori di calcio a 5(1)
- Matías Rosa, giocatore di calcio a 5 argentino (Buenos Aires, n.1995)

## Hockeisti su ghiaccio(1)
- Pavel Rosa, ex hockeista su ghiaccio ceco (Most, n.1977)

## Ingegneri(1)
- Giorgio Rosa, ingegnere italiano (Bologna, n.1925 - Bologna, † 2017)

## Medici(1)
- Concezio Rosa, medico e paleontologo italiano (Castelli, n.1824 - Corropoli, † 1876)

## Pallavolisti(1)
- Yarimar Rosa, pallavolista portoricana (Santurce, n.1988)

## Partigiani(1)
- Ettore Rosa, partigiano e politico italiano (Cuneo, n.1904 - Cuneo, † 1960)

## Patrioti(1)
- Gabriele Rosa, patriota e scrittore italiano (Iseo, n.1812 - Iseo, † 1897)

## Pesisti(1)
- Chiara Rosa, ex pesista italiana (Camposampiero, n.1983)

## Pittori(5)
- Carlo Rosa, pittore italiano (Giovinazzo, n.1613 - Bitonto, † 1678)
- Costantino Rosa, pittore italiano (Bergamo, n.1803 - Bergamo, † 1878)
- Cristoforo Rosa, pittore italiano (Brescia, n.1517 - Brescia, † 1577)
- Luigi Rosa, pittore italiano (Venezia, n.1850 - Roma, † 1919)
- Salvator Rosa, pittore, incisore e poeta italiano (Napoli, n.1615 - Roma, † 1673)

## Poeti(1)
- Norberto Rosa, poeta italiano (Avigliana, n.1803 - Susa, † 1862)

## Politici(4)
- Henrique Rosa, politico guineense (Bafatá, n.1946 - Porto, † 2013)
- Pietro Rosa, politico, archeologo e topografo italiano (Roma, n.1810 - Roma, † 1891)
- Riccardo Rosa, politico italiano (Lisignago, n.1902 - † 1970)
- Vito Rosa, politico italiano (Canosa di Puglia, n.1921 - Zurigo, † 1990)

## Produttori teatrali(1)
- Carl Rosa, produttore teatrale tedesco (Amburgo, n.1842 - Parigi, † 1889)

## Saggisti(1)
- Giovanna Rosa, saggista, critica letteraria e accademica italiana (Milano, n.1950)

## Scrittori(3)
- Giovanni Titta Rosa, scrittore e critico letterario italiano (Santa Maria del Ponte, n.1891 - Milano, † 1972)
- Isaac Rosa, scrittore spagnolo (Siviglia, n.1974)
- João Guimarães Rosa, scrittore, medico e diplomatico brasiliano (Cordisburgo, n.1908 - Rio de Janeiro, † 1967)

## Scultori(1)
- Ercole Rosa, scultore italiano (Roma, n.1846 - Roma, † 1893)

## Zoologi(1)
- Daniele Rosa, zoologo e linguista italiano (Susa, n.1857 - Novi Ligure, † 1944)